# Diễn viên

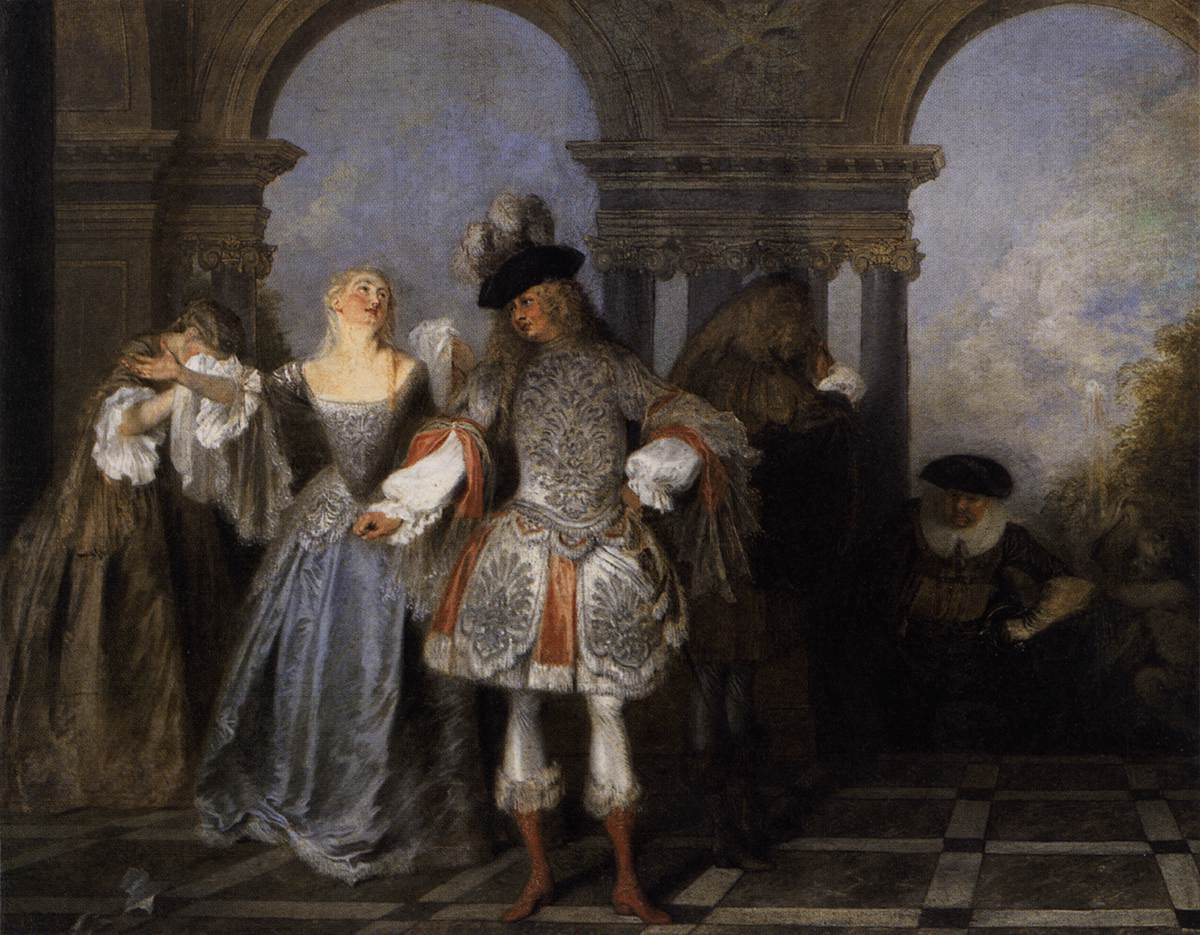
Antoine Watteau - Diễn viên từ Comédie Française

Diễn viên là người nghệ sĩ biểu diễn, trình bày một vai diễn nhất định. Diễn viên có thể biểu diễn tại nhà hát, trong phim, trên tivi, đài phát thanh... Diễn viên trình bày vai diễn của mình (bằng cách sử dụng giọng nói, cử động và nét mặt... của mình) theo kịch bản đã được viết sẵn hoặc có thể ứng khẩu vai diễn của mình. Phương pháp diễn viên bày tỏ vai diễn của mình tùy thuộc vào thể loại, phong cách và hoàn cảnh của phim. Người diễn viên có thể được mời đi đóng phim, hay trúng tuyển qua những cuộc thi tuyển diễn viên.

## Lịch sử
Lịch sử nghề diễn viên bắt đầu từ năm 534 TCN, khi nghệ sĩ Hy Lạp Thespis bước lên sân khấu tại Nhà hát Dionysus và trở thành người đầu tiên nói lời thoại trong vở kịch. Trước đó, các câu chuyện chỉ được thể hiện qua hát, múa và kể chuyện ở ngôi thứ ba. Để vinh danh Thespis, diễn viên ngày nay được gọi là "Thespians". Trong thời kỳ Hy Lạp cổ đại, diễn viên chủ yếu là nam và biểu diễn trong ba thể loại kịch chính: bi kịch, hài kịch và kịch satyr. Nghệ thuật kịch phát triển mạnh mẽ dưới thời La Mã, trở thành một hình thức nghệ thuật thịnh vượng với nhiều thể loại như kịch đường phố, múa khỏa thân và hài kịch.
Khi Đế quốc Tây La Mã suy tàn, kịch câm và diễn câm trở nên phổ biến, và trong suốt thời sơ kỳ Trung Cổ, các nhà thờ ở châu Âu dựng lại các sự kiện trong Kinh Thánh dưới dạng kịch. Các diễn viên thời này chủ yếu là nam và thường bị Giáo hội chỉ trích.
Đến cuối thời Trung Cổ, các diễn viên chuyên nghiệp bắt đầu xuất hiện ở Anh và châu Âu. Thời kỳ Phục Hưng chứng kiến sự kế thừa các truyền thống sân khấu thời Trung Cổ, với sự đóng góp của Commedia dell'arte và các đoàn kịch gắn liền với các gia đình quý tộc. Sự phục hồi diễn ra sau khi các nhà hát mở lại vào năm 1660, đánh dấu sự ra đời của các vở hài kịch phục hưng và sự xuất hiện của nữ diễn viên. 
Vào thế kỷ 19, nghề diễn viên trở thành một nghề danh giá, với sự ra đời của đạo diễn và quản lý sân khấu. Các ngôi sao diễn viên thu hút đông đảo khán giả, và các đoàn kịch lưu diễn khắp nơi.
Đến đầu thế kỷ 20, nền kinh tế sản xuất kịch quy mô lớn thay thế mô hình "diễn viên quản lý". Các vai trò trở nên chuyên môn hóa, và các công ty sở hữu chuỗi nhà hát lớn chiếm ưu thế, với việc biểu diễn lâu dài các vở kịch nổi tiếng, đặc biệt là các vở nhạc kịch.

## Phân loại diễn viên
- Diễn viên điện ảnh
- Diễn viên truyền hình
- Diễn viên kịch
- Diễn viên đóng thế
- Diễn viên võ thuật
- Diễn viên hài
- Diễn viên lồng tiếng
- Người kể chuyện
- Diễn viên múa
- Diễn viên xiếc
- Diễn viên tạp kỹ